# Greg Robinson
Gregory Robinson (Thibodaux, 21 ottobre 1992) è un giocatore di football americano statunitense che gioca nel ruolo di offensive tackle i Cleveland Browns della National Football League (NFL). Fu scelto come secondo assoluto nel Draft NFL 2014 dai St. Louis Rams. Al college ha giocato ad Auburn.

## Carriera universitaria
Robinson passò la stagione 2011 come redshirt, si allenò cioè con la squadra ma non poté scendere in campo. Divenne il tackle sinistro titolare nel 2011 disputando 11 partite dall'inizio. Nella stagione 2013 vinse il SEC Championship e fu inserito nel First-team All-SEC, coi Tigers che disputarono la finale del campionato NCAA perdendo contro Florida State.
Vittorie e riconoscimenti
- SEC Championship (2013)
- First-team All-SEC (2013)

## Carriera professionistica

### St. Louis/Los Angeles Rams
Robinson era classificato come uno dei migliori offensive tackle selezionabili nel Draft 2014, venendo pronosticato a gennaio 2014 come sesta scelta assoluta da NFL.com. L'8 maggio fu scelto come secondo assoluto dai Rams. Debuttò come professionista subentrando nella partita della settimana 1 contro i Minnesota Vikings. La prima partita come titolare la giocò nel Monday Night Football della settimana 6 contro i San Francisco 49ers. La sua annata da rookie si concluse disputando tutte le 16 partite, di cui 12 come titolare.
Nel 2016, Robinson si presentò in sovrappeso di quasi 7 kg al training camp. Iniziò la stagione come tackle sinistro titolare le prime dieci gare della stagione con prestazioni insufficienti, subendo anche 12 penalità. Il 27 novembre 2016 venne sostituito come titolare da Rodger Saffold.

### Detroit Lions
Dopo tre anni in cui Robinson non rispettò le aspettative associate alla sua alta chiamata nel draft, il 15 giugno 2017 fu scambiato con i Detroit Lions per una scelta del sesto giro del draft 2018.

### Cleveland Browns
Il 19 giugno 2018 Robinson firmò con i Cleveland Browns. Nella prima partita con la nuova maglia fu espulso per avere colpito con un calcio alla testa Kenny Vaccaro dei Tennessee Titans.